# Château de Carheil
Le château de Carheil était un château, détruit par un incendie en 1945 et situé à Plessé, dans le département de Loire-Atlantique.

## Description
Le château, autrefois construit par un prince de la maison de Bourbon-Orléans, est aujourd'hui détruit. Seule la chapelle est intacte, elle peut se visiter lors des Journées du patrimoine.

## Localisation
Le château, qui n'existe plus, était situé dans un domaine forestier devenu de nos jours  résidence privée, le Domaine de Carheil, sur la commune de Plessé, dans le département de la Loire-Atlantique.

## Historique

Blason de la famille de Carheil

La première mention de Carheil remonte au début du XVe siècle : Jeanne de Carheil, fille du seigneur du lieu, épouse en 1407 le chevalier Guillaume Giffart.
Guillaume de Carheil épouse Jeanne Spadine en 1511. Leur fils François se marie avec Aline le Bourg, dame de Villeneuve, en 1555, dont sont nés : Michel, Julien, Olivier marié à Marie Bidé de Launay qui continue la descendance, Guillaume marié en 1607 à Jeanne du Cambout.
Michel de Carheil et son épouse Jacquette de Kerveno eurent une fille qui épouse le 3 juillet 1619 Jérôme du Cambout de Coislin, chevalier de l'ordre du roi, gouverneur des châteaux de Rhuys et de Suscinio, fils de Louis, chevalier des ordres du roi, gouverneur des Îles d’Oléron, et de Gilette du Puy du Fou. Il appartenait à une branche cadette de la maison du Cambout, titre marquis et duc de Coislin.
Leur fils René épouse à Vigneux, le 29 juin 1649, Jeanne Raoul de La Guibourgère, fille de Jacques, maire de Nantes, puis devenu évêque de La Rochelle une fois veuf de Jeanne Charette de Montbert, qui célèbre lui-même le mariage.
Par lettres en date du 14 juillet 1659, enregistrées au Parlement de Bretagne, le roi de France érige la terre de Carheil en « vicomté ».
René du Cambout fait remplacer le vieux château-fort par un château de style Louis XIII, composé d’un grand corps de logis et flanqué de deux pavillons doubles. Les travaux, réalisés par l'entrepreneur Pierre Poirier, sur les plans de l'architecte Gilles Corbineau, durent de 1659 à 1668
Anne-François-Guillaume du Cambout de Beçay, né à Carheil, deviendra évêque de Tarbes.
Pierre Louis du Cambout de Coislin possède une meute réputée en Bretagne, avec son beau-frère le comte du Botdéru.
Le château de Carheil a appartenu à six générations de la famille du Cambout de Coislin, entre 1619 et 1842. Ruinée à la suite des événements de 1832, le château de Carheil est alors acquis par le prince de Joinville, fils de Louis-Philippe, en 1842.
La marquise de Coislin se retire dans le manoir voisin de Buhel et le comte de Coislin dans son hôtel parisien de la place de la Concorde.
Le prince de Joinville fait remanier le château. Il fait enduire d'un crépissage imitant des rangées de briques, fait construire la terrasse enduisant le cours de l'Isac et la chapelle actuelle, dont les vitraux sont réalisés par la manufacture de Sèvres d'après des dessins d'Ingres.
Après la révolution de février 1848, l'ensemble du domaine est vendu, par acte sous seing privé, le 25 janvier 1853, à Mme Pauline de Guaita, épouse de Jean Baptiste Robert de Mesny, et petite-fille de Franz Maria Schweitzer et d'Antoine-Marie Guaita. Il revient ensuite à sa fille Adèle de Mesny, épouse du baron Charles-Maurice Gourlez de La Motte, fils du général Auguste Gourlez de La Motte et oncle du Dr Alexis Carrel.
Le château de Bogdelin, en Guenrouët, est bâti par la famille Gourlez de la Motte et devient un partage de Carheil.
En 1923, Mme de la Motte, née Anne de Montaigu, vend la terre de Carheil au comte Jacques Armand et son épouse, née Levesque du Rostu, dont les parents, les Arnous-Rivière, Levesque du Rostu et La Rochefoucauld, étaient respectivement fixés au château de Fresnay, au château de l'Épinay et au château de Pont-Forêt, à Plessé.
La guerre survenant, la propriété est revendue en 1943 à M. Lefièvre-Binet, tout en en gardant la jouissance du château jusqu'à la fin des hostilités.
Au début de janvier 1945, le château est détruit par un incendie.
Le monument est inscrit au titre des monuments historiques en 1980.